# Saint Asonia

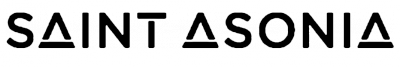
Logotyp

Saint Asonia – kanadyjsko-amerykański zespół hardrockowy powstały w 2015 roku z inicjatywy gitarzysty i wokalisty Adama Gontiera, byłego członka zespołu Three Days Grace, gitarzysty Mike’a Mushoka, znanego m.in. z występów w zespole Staind, basisty i wokalisty Coreya Lowery’ego, wcześniej związanego z grupą Eye Empire oraz perkusisty Richa Beddoe’a, byłego członka formacji Finger Eleven.  
Debiutancki album formacji zatytułowany Saint Asonia ukazał się 31 lipca 2015 roku nakładem wytwórni muzycznej RCA Records. Album dotarł do 29. miejsca listy Billboard 200 w Stanach Zjednoczonych sprzedając się w nakładzie 13 tys. egzemplarzy w przeciągu tygodnia od dnia premiery. Nagrania były promowane teledyskiem do utworu „Better Place”, który wyreżyserował Paul Brown.

## Dyskografia
Albumy studyjne
| Tytuł        | Dane dot. albumu                             | Pozycja na liście | Sprzedaż        |
| Tytuł        | Dane dot. albumu                             | USA               | Sprzedaż        |
| ------------ | -------------------------------------------- | ----------------- | --------------- |
| Saint Asonia | - Data: 31 lipca 2015 - Wydawca: RCA Records | 29                | - USA: 13 tys.+ |

Single
| "Better Place"               | 2015 | 8 | Saint Asonia |
| "Blow Me Wide Open"          | 2015 | — | Saint Asonia |
| "—" singel nie był notowany. |      |   |              |

## Teledyski
| Tytuł          | Rok  | Reżyseria  | Album        | Źródło |
| -------------- | ---- | ---------- | ------------ | ------ |
| "Better Place" | 2015 | Paul Brown | Saint Asonia | [ 5 ]  |